# Pseudoclodia bimaculata
Pseudoclodia bimaculata là một loài bọ cánh cứng trong họ Cerambycidae.